# بويد ويلسون
بويد ويلسون (بالإنجليزية: Boyd Wilson)‏ هو منتج أسطوانات وكاتب أغاني أسترالي، ولد في 11 فبراير 1959 في برث في أستراليا.